# Cincinnati Northern Railroad
Le Cincinnati Northern Railroad (sigle de l'AAR : CINN) était un chemin de fer américain de classe I qui reliait Franklin, Ohio (près de Cincinnati, Ohio) à Jackson sur une distance d'environ 299 km. Il fut racheté par le Cleveland, Cincinnati, Chicago and St. Louis Railway (Big Four) en 1901. Le Big Four, qui fut racheté par le New York Central Railroad en 1906, ne fusionna le CINN qu'en 1938. Cela marqua le début de l'abandon de presque toute la ligne.

## Le projet initial
Dans les années 1850, une ligne fut jalonnée et partiellement nivelée entre Cincinnati, Ohio et Van Wert, mais la construction fut stoppée par la crise financière de 1857,. Il fallut attendre les années 1870 pour qu'une ligne nord-sud dans l'extrême ouest de l'Ohio vît le jour.

## La ligne de Cecil à Paulding
Le Van Wert, Paulding and Michigan Railway fut créé en décembre 1874 pour relier le Toledo Wabash and Western Railway au niveau de Cecil, avec Paulding au sud. Cependant le Paulding and Cecil Railway qui fut créé dans le même but en décembre 1879, réussit à ouvrir dès septembre 1880.

## La ligne de Celina à Van Wert
Le Celina, Van Wert and State Line Extension of the Columbus and North-Western Railway, fut créé en mai 1878 afin de relier Celina au Michigan. Mais face aux difficultés, ce fut simplement une ligne à voie étroite qui permit de relier Van Wert à Ohio City en août 1879, puis la frontière du comté de Mercer en janvier 1880, et enfin Rockford en septembre 1880, après avoir parcouru 21 km. À Ohio City il se connectait avec le Toledo, Delphos and Burlington Railroad (TD&B), et à Rockford il retrouvait un autre embranchement du TD&B qui permettait de relier Delphos depuis décembre 1878. Ce fut précisément à partir de cet embranchement, que le TD&B prolongea sa ligne jusqu'à Celina en novembre 1880, laquelle ferait plus tard partie de la ligne principale vers Dayton, Ohio.

## La ligne de Jackson à Franklin et Cincinnati
Le Cincinnati, Van Wert and Michigan Railroad (CVW&M) fut créé en janvier 1881 pour compléter la ligne. Il loua rapidement le Celina Van Wert and State Line Extension, ainsi que le Van Wert Paulding and Michigan. Le premier fut mis à l'écartement standard le 4 juin 1881, tandis que le second construisit une ligne entre Van Wert et Scott au nord. Un peu plus tard dans l'année, le CVW&M racheta ses 2 bailleurs. Puis il prolongea la ligne de Scott à Paulding au nord, et de Rockford à West Manchester au sud, avant de fusionner avec une compagnie du Michigan, le Jackson and Ohio Railroad (créé en janvier 1884), pour constituer le Cincinnati, Jackson and Mackinaw Railroad (CJ&M) en mars 1886. Le CJ&M racheta le Paulding and Cecil en mai 1887, et compléta la même année la totalité de la ligne entre Addison, Michigan et Carlisle, Ohio (au sud de Dayton, Ohio). En 1888, le CJ&M assura sa liaison entre Carlisle et Cincinnati, Ohio grâce à des droits de passage sur le Cincinnati, Hamilton and Dayton Railroad, tout en construisant sa propre ligne entre Carlisle et Franklin. En janvier 1896, il décida d'emprunter 3 compagnies différentes pour arriver à Cincinnati, Ohio : de Franklin à Middletown, il utilisa le Cleveland, Cincinnati, Chicago and St. Louis Railway (Big Four), de Middletown à Hageman, il prit le Middletown and Cincinnati Railroad, et enfin de Hageman à Cincinnati, Ohio, il circula sur le Cincinnati, Lebanon and Northern Railway récemment mis à l'écartement standard. 
En mars 1887, le CJ&M racheta une nouvelle ligne auprès du Michigan and Ohio Railroad, permettant de relier Allegan à Dundee, Michigan via Addison à l'extrémité nord de sa ligne principale. Cette ligne fut vendue sous saisie au Toledo and Milwaukee Railroad en 1897, peu de temps après que le Jackson and Cincinnati Railway (créé en 1895, et vendu en 1898) a construit une extension vers Jackson au nord,,
Le CJ&M n'était pas un chemin de fer profitable. Il fut réorganisé en 1892 sous le nom de Cincinnati and Michigan Railroad, et fusionna immédiatement avec le Michigan and Mackinaw Railroad (qui venait d'acquérir la ligne Allegan-Dundee) pour constituer le Cincinnati, Jackson and Michigan Railway.

## L'apparition laborieuse du Cincinnati Northern Railroad
Durant cette période le CJ&M tenta de se faire racheter par le Cincinnati, Hamilton and Dayton Railroad, en laissant croire qu'en cas de refus, il essayerait d'acquérir le Cincinnati, Lebanon and Northern Railway afin d'avoir son propre accès vers Cincinnati, Ohio. Mais lorsque le Cincinnati, Hamilton and Dayton Railroad tenta de s'emparer du CJ&M en 1892, le Cincinnati, Lebanon and Northern Railway annula l'opération en s'appuyant sur une loi de l'Ohio qui interdisait toute fusion anti concurrentielle. Afin de séduire un nouvel acheteur potentiel, le CJ&M décida d'améliorer sa valorisation; il créa le Dayton and Cincinnati Terminal Railroad en mai 1894, pour construire un accès direct vers Cincinnati, Ohio grâce à un tunnel sous la Walnut Hills. Cette nouvelle compagnie fut rapidement rebaptisée Cincinnati Northern Railroad en décembre 1894. 
Lorsque le CL&N adopta l'écartement standard en 1894, le CJ&M décida de sécuriser son accès vers Court Street. En janvier 1896, le CJ&M commença à exploiter la route suivante : grâce à une nouvelle extension, il quittait Carlisle pour arriver à Franklin ; puis il utilisait le Cleveland, Cincinnati, Chicago and St. Louis Railway (alias Big Four, et plus tard NYC) pour rejoindre Middletown ; puis il empruntait le Middletown and Cincinnati Railroad pour arriver à Hageman ; et enfin, grâce à des droits de passage sur le CL&N, il terminait à Cincinnati, Ohio. 
En mars 1896, le Pennsylvania Railroad prit le contrôle du Cincinnati, Lebanon and Northern Railway.
Le Cincinnati Railway Tunnel, qui possédait le tunnel encore inachevé sous la colline de Cincinnati, Ohio, finit par se faire racheté par le Cincinnati Northern en mai 1896.
Malgré ses efforts, le CJ&M fut saisi et mis en vente en 1897. Son réseau se trouva ainsi partagé en deux : sa ligne Allegan-Dundee dans le Michigan, qui était maintenant concurrencée par une extension construite au nord de Jackson par le Jackson and Cincinnati Railway (créé en 1895, et vendu en 1898), fut rachetée par le Toledo and Milwaukee Railroad. Quant à sa ligne Jackson-Franklin, longue de 299 km, elle fut reprise par le Cincinnati Northern Railroad en juillet 1897.

## Le rachat par le Big Four
En 1901, le Big Four racheta le Cincinnati Northern et revendit le tunnel inusité ainsi que les 4 ha de terrain destinés à la gare terminus de Cincinnati, Ohio, au Cincinnati, Lebanon and Northern Railway (devenu filiale du PRR en 1902),. Le NYC prit le contrôle du Big Four en 1906.

## L'abandon de la ligne
Le Cincinnati Northern fut officiellement fusionné dans le Big Four le 30 juin 1938. À partir de cette date, la majeure partie de la ligne fut abandonnée. 
Il ne reste plus que de petites portions exploitées par : 
- le Germantown Rail Siding, entre Carlisle et Germantown ;
- le RJ Corman Railroad / Western Ohio Lines, entre Greenville et Ansonia, Ohio ;
- le Chicago Fort Wayne and Eastern Railroad à Van Wert ;
- le Norfolk Southern Railway à Jackson.